# 鄭山摩崖造像
鄭山摩崖造像位於四川省眉山市丹稜縣中隆鄉，文物遺址年代判定為唐。2002年12月27日公佈為四川省第六批省級文物保護單位，併入到龍皓山松柏之銘碑及摩崖造像。2013年3月5日列為第七批全國重點文物保護單位。

## 簡介[3]
鄭山造像在距縣城東南10公里忠隆鄉黃金村所屬的鄭山。系1980年代初發現，絕大部分為佛教造像，少許為道教造像，或佛道像共一龕窟。鄭山有76龕窟，大、小像700餘尊。第51號龕下面有「天寶十三載」（753年）的造像碑記。這裡在古代是丹稜通往雅安名山一帶的通道，自唐代起就建有寺院，建在鄭山的叫做千佛寺。造像題材有：阿彌陀佛與五十二聞法菩薩、阿彌陀經變、千手觀音變、七佛、三佛、說法圖、觀音等等。